# Disc
Pour l’article homonyme, voir DISC (outil d'évaluation psychologique).
Disc est un jeu vidéo de sport futuriste développé et édité par Loriciel en 1990 sur Atari ST, Amiga, Amstrad CPC et compatibles PC sous DOS.

## Système de jeu
Le concept de jeu est simple et largement inspiré d'une séquence du film Tron. Le but premier est de faire tomber son adversaire dans le vide. Il suffit pour cela de détruire les dalles situées derrière lui. Au nombre de huit, chacune est reliée à une dalle composant le sol où se déplace le joueur. L'affrontement se termine lorsque l'adversaire est poussé dans le vide pendant un saut ou parce que toutes les dalles sont détruites.

## Technique
Disc sur PC numérise la musique d'introduction par le speaker de manière étonnante permettant d'entendre une partition numérisée.
Il est possible de piloter le beeper en tant que DAC simplifié (ce qui signifie qu'il est capable de jouer un son PCM), Cette technique est connue sous le nom de PWM (Pulse Width Modulation).
Disc utilise cette méthode afin d'obtenir une qualité audio élevée sans usage de carte son spéciale.

## Auteurs
- Concept : Christophe Gomez, Dominique Sablons et Alexis Leseigneur
- Graphismes : Dominique Sablons
- Musique : Michel Winogradoff
- Programmation : Alexis Leseigneur, Jean-Marc Lebourg (portage de la version Amstrad CPC)